# 이승찬 (레슬링 선수)
이승찬(1995년 11월 9일~)은 대한민국의 레슬링 선수이다. 2024년 하계 올림픽 남자 그레코로만형 슈퍼헤비급에 참가했다.

## 경력
이승찬은 과천중학교, 경기체육고등학교, 한국체육대학교를 졸업했다. 과천중 2학년 때 체육교사의 권유로 레슬링을 시작했다.
2012년 이승찬은 대한민국 유스 국가대표로 발탁되었으며 7월 키르기스스탄 비슈케크에서 열린 아시아 유스 선수권 대회 남자 그레코로만형 100kg급에서 인도의 아미트 딜리프 가데를 꺾고 우승을 차지했다. 이후 2014년 6월 몽골 울란바토르에서 열린 아시아 주니어 선수권 대회에서 중국의 류빈을 꺾고 우승했다. 같은 해 8월 크로아티아 자그레브에서 열린 세계 주니어 선수권 대회에 참가했으며 2회전에서 탈락했다.
이승찬은 대학 졸업 후인 2018년에는 삼성생명 레슬링단에 입단했고 같은 해에 처음으로 대한민국 국가대표로 발탁되었다. 그 해 2월 비슈케크에서 열린 2018년 아시아 선수권 대회에 참가했으며 첫 상대인 카자흐스탄의 안톤 사벤코에게 패하여 탈락했다. 이듬해인 2019년에는 자그레브 오픈 대회에 참가했으며 11위에 올랐다.
2021년 10월에는 노르웨이 오슬로에서 열린 2021년 세계 선수권 대회에 참가했으며 독일의 옐로 크라머에게 패하여 19위로 대회를 마쳤다. 2023년에는 삼성생명을 떠나 강원도체육회 레슬링단으로 이적했다. 그 해 9월에는 세르비아 베오그라드에서 열린 2023년 세계 선수권 대회에서 첫 상대인 우즈베키스탄의 티무르베크 나시모프를 꺾었으나 2회전에서 루마니아의 알린 알렉수크치우라리우에게 패하여 12위에 올랐다.
2024년 4월 이승찬은 비슈케크에서 열린 올림픽 아시아 예선에서 인도의 나빈 나빈과 일본의 오쿠무라 소타를 꺾고 파리에서 열리는 2024년 하계 올림픽 출전권을 획득했다. 이후 6월 그는 올림픽을 앞두고 헝가리 부다페스트에서 열린 포야크 임레-버르거 야노시 추모 레슬링 대회 출전했으며 3위에 올랐다. 같은 해 8월 파리에서 열린 올림픽에 참가했으며 첫 상대이자 올림픽 4회 연속 우승자인 쿠바의 미하인 로페스에게 패하였다. 그 후 패자부활전 1차전 상대인 이란의 아민 미르자자데에게 패하여 탈락했다.